# Fico López
Federico López Carviso, detto Fico (L'Avana, 5 maggio 1918 – 19 febbraio 2001), è stato un cestista cubano.
Era il padre di Federico López Camacho.

## Carriera
Ha preso parte ai Giochi della XIV Olimpiade. Ha partecipato anche ai successivi Giochi della XV Olimpiade, disputando sei partite e segnando 49 punti.